# Raltegravir
Raltegravir (también MK-0518) en un fármaco antirretroviral producido por la compañía farmacéutica Merck & Co, que se usa en el tratamiento de la infección por VIH. Fue aprobado por la FDA en octubre de 2007. Raltegravir fue el primer fármaco del grupo de los inhibidores de la integrasa.

## Mecanismo
Raltegravir está dirigido contra la integrasa, un enzima del VIH que integra el material genético viral en los cromosomas humanos, un paso crítico en la patogenia de la infección. A los inhibidores de la integrasa también se les conoce como inhibidores de la transferencia de cadena, dado que interfiere en el proceso de transferencia de la doble cadena de ADN viral al genoma de la célula del huésped.

## Dosificación
Raltegravir se toma por vía oral. Se ha investigado la eficacia de dosis de 200, 400 y 600 miligramos diarios, en dos tomas al día y sin necesidad de tomar con las comidas.
En la Conferencia sobre Retrovirus e Infecciones Oportunistas de 2007, los investigadores mostraron los resultados de un ensayo en fase III, mostrando el doble de eficacia en los sujetos que tomaron 400 miligramos de raltegravir frente a los que tomaron placebo (78% vs. 42% de pacientes cuya carga viral descendió por debajo de 400 copias/mL).

## Indicaciones
De momento, raltegravir solo está aprobado para pacientes con VIH resistente al resto de fármacos antirretrovirales de alta eficacia (TARGA); se recomienda utilizarlo en politerapia, dado que se prevé la aparición de resistencias si se utiliza como único fármaco.

## Eficacia

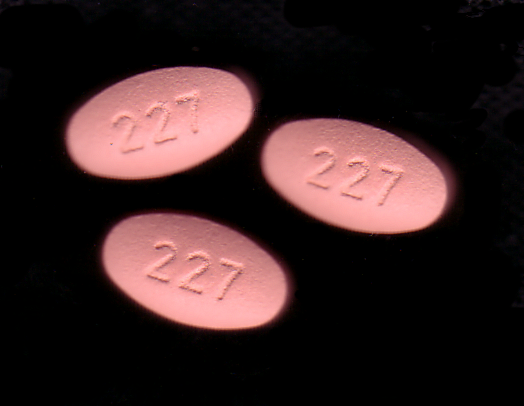
Comprimidos de Isentress ®.

La principal investigación sobre el raltegravir son dos ensayos clínicos idénticos, fase III doble ciego randomizados, denominados BENCHMRK-1 y BENCHMRK-2. Se diferencian únicamente en las áreas geográficas que cubren. Los resultados demuestran que en terapia combinada, raltegravir presenta una actividad antirretroviral tan potente y mantenida con el efavirenz a las 24 y a las 48 semanas de tratamiento, pero alcanza niveles indetectables de carga viral mucho más rápido.
Por otro lado, el tratamiento con raltegravir no produjo un aumento en los niveles séricos de colesterol total, LDL-colesterol o triglicéridos.

## Futuro
Raltegravir altera significativamente la dinámica del VIH y su decaimiento, y se continúan realizando estudios. El hecho de que los ensayos clínicos hayan demostrado que raltegravir consigue cargas virales inferiores a 50 copias/mL más rápido que los pacientes que toman inhibidores de la transcriptasa o de la proteasa, ha llevado a algunos investigadores a cuestionar los conocimientos que se daban por establecidos hasta el momento.
Se está estudiando la forma en que raltegravir afecta a los reservorios de virus latentes, y la posibilidad de que la infección por VIH llegue a ser potencialmente curable.